# Anika Chebrolu
Anika Chebrolu (* 2006) ist eine amerikanische Schülerin, die 2020, im Alter von 14 Jahren, bei der Discovery Education 3M Young Scientist Challenge mit dem Preis „Bester Nachwuchswissenschaftler des Jahres“ ausgezeichnet wurde.
Während der Corona-Pandemie identifizierte sie ein Protein, das sich gezielt an das Spike-Protein des Virus SARS-CoV-2 binden kann, um dessen Wirkung zu deaktivieren.

## Biographie
Anika Chebrolu stammt aus der Stadt Frisco in Texas. Ihr Großvater war Chemielehrer und führte sie schon sehr früh an die Naturwissenschaften im Allgemeinen heran. Bei CBS Dallas erzählte sie: „Als ich acht Jahre alt war, ließ mich mein Großvater das Periodensystem der Elemente und einen ganzen Haufen Regeln, mögliche Kombinationen, in Form eines Spiels lernen, und ich fand es faszinierend.“
Sie besuchte bis zur achten Klasse die Nelson Middle School in Frisco. Danach wechselte sie auf die Independence High School in Frisco.

## Arbeit
2019 hörte sie von der 3M Challenge und schrieb sich nach Rücksprache mit ihren Lehrern ein. Den ganzen Sommer über wurde sie von ihrem Mentor Mahfuza Ali von 3M bei ihrer Forschung unterstützt.
Ursprünglich sollte ihre Forschung sich auf die Frage konzentrieren, wie das Grippe-Virus, das sich uns trotz der Existenz von Impfstoffen immer noch entzieht, endgültig ausgerottet werden kann. Zufällig stieß sie dabei auf ein Protein, das sich an ein Protein des SARS-CoV-2 binden kann, und entschied sich dann, sich auf das neue Coronavirus zu konzentrieren.
Mit Hilfe von Computerprogrammen identifizierte sie ein Protein (aus einer Datenbank von fast 700 Millionen Molekülen), das in der Behandlung von Covid-19 eingesetzt werden könnte.
Nach dem Gewinn des Preises und des Titels ist sie der Meinung, dass ihre Arbeit noch nicht getan ist. Ihr nächstes Ziel ist es, mit Wissenschaftlern und Forschern zusammenzuarbeiten, um ein Medikament gegen Covid-19 zu finden.

## Auszeichnungen
- 2020: Bester Nachwuchswissenschaftler des Jahres, Discovery Education 3M Young Scientist Challenge[1]